# Parque Arqueológico de San Agustín

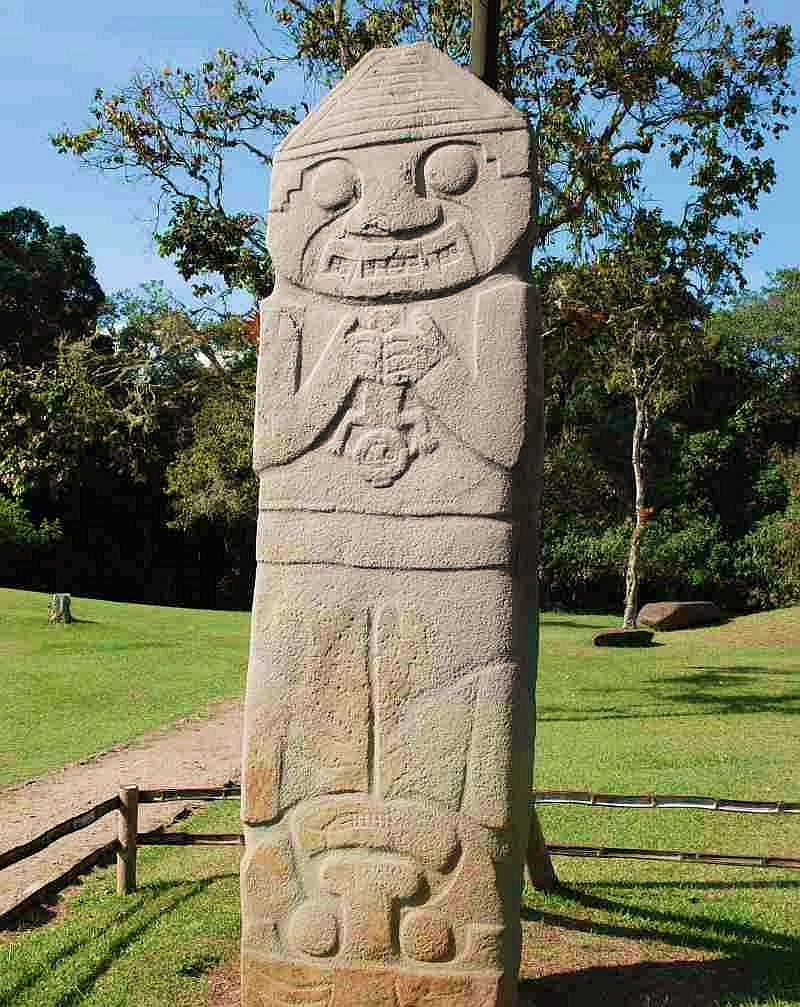
San Agustín Archaeological Park

O Parque Arqueológico de San Agustín é um parque e um sítio arqueológico de San Agustín, Colômbia. É envolvido por uma paisagem selvagem e espetacular, está de pé o maior grupo de monumentos religiosos e esculturas megalíticas da América do Sul. Deuses e animais míticos são habilmente representados em estilos que variam da abstração ao realismo. Estas obras de arte exibem a criatividade e imaginação de um cultura norte-andina que floresceu dos séculos I ao VIII.
Foi declarado Património Mundial da UNESCO em 1995.

## Galeria

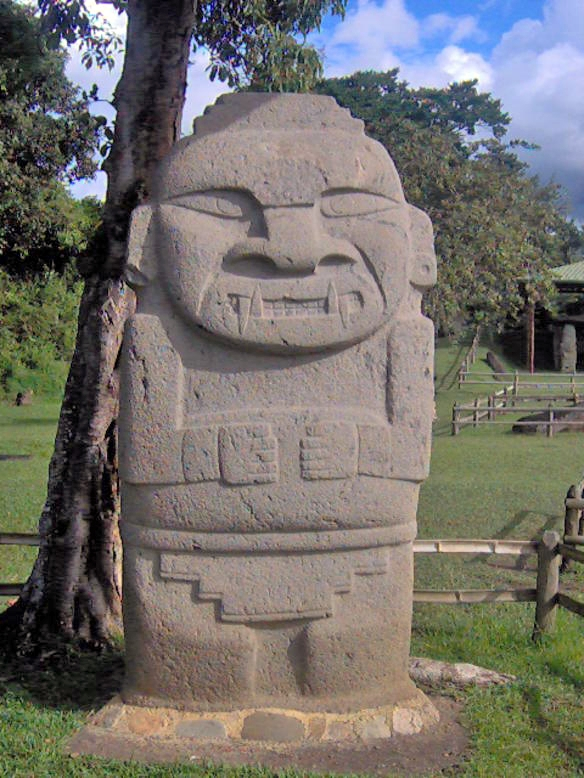
Estátua
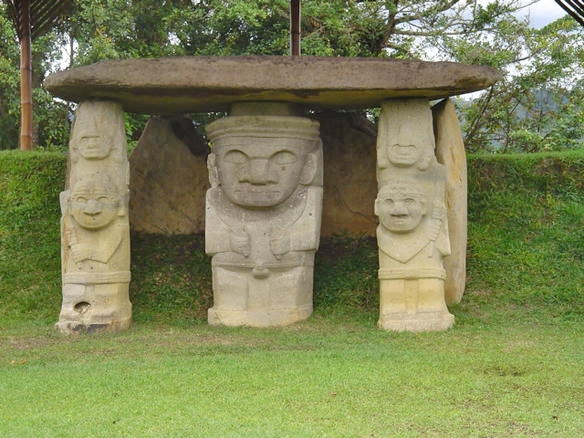
Monumento mortuário